# Parallelia mesonephele
Parallelia mesonephele là một loài bướm đêm trong họ Erebidae.